# Греческий жестовый язык
Греческий жестовый язык (Greek Sign Language; греч.  Ελληνική νοηματική γλώσσα) — жестовый язык, который распространён среди глухих Греции. В 2000 году законом 2817 он был законно признан официальным языком глухого сообщества Греции.
По состоянию на 1986 год греческий жестовый язык использовали около 40 600 человек.
По состоянию на 1996 год его использовали 12 000 детей и 30 000 активных пожилых носителей.